# Xã Chester, Quận Crawford, Arkansas
Xã Chester (tiếng Anh: Chester Township) là một xã thuộc quận Crawford, tiểu bang Arkansas, Hoa Kỳ. Năm 2010, dân số của xã này là 785 người.